# میستو
میستو (به چکی: Místo) یک منطقهٔ مسکونی در جمهوری چک است که در ناحیه خوموتوو واقع شده‌است. میستو ۱۳٫۴۵ کیلومتر مربع مساحت و ۳۸۳ نفر جمعیت دارد و ۵۷۶ متر بالاتر از سطح دریا واقع شده‌است.